# Сильвійо Петришко
Сильвійо Петришко (20 листопада 1979) — хорватський академічний веслувальник.
Бронзовий призер Олімпійських Ігор 2000 року в складі вісімки.